# Andreas Claus
Andreas Claus war ein deutscher Politiker und Funktionär der DDR-Blockpartei DBD. 
Claus war von Beruf Landmaschinenschlosser und als Ingenieur für Landtechnik Mitglied der LPG (P) Gadewitz im Kreis Döbeln. Ferner leitete er die Werkstatt Großweitzschen des Kreisbetriebes für Landtechnik Döbeln. Er wohnt in Großweitzschen. Von 1981 bis 1990 war Claus Mitglied der Volkskammer der DDR. Danach war er für die Spedition und Landmaschinenhandel GmbH Klosterbuch, Großweitzschen tätig.